# Kölsch (langue)
Pour les articles homonymes, voir Kölsch.
Le kölsch est un ensemble de dialectes très proches, issus du francique ripuaire. Le kölsch est parlé à Cologne et dans les environs.
Il est parlé activement par près de 250 000 personnes, soit environ un quart de la population de Cologne. Presque tous les locuteurs maîtrisent également l'allemand standard. Le kölsch est largement compris dans une région comportant 10 millions d'habitants.

## Description
Il y a des variantes locales de kölsch dont les différences s'amplifient. Plus de 100 langues ripuaires clairement distinctes de Belgique, des Pays-Bas et de la Rhénanie allemande sont faussement appelées kölsch ou parfois rheinisch.
Le kölsch est une variante des dialectes ripuaires, qui appartient à la famille du moyen francique, qui est lui-même une variante du moyen-allemand occidental. Il est proche du francique mosellan et a quelques points communs avec ces derniers. Le kölsch a des similitudes avec le limbourgeois et d'autres dialectes ripuaires, mais se différencie par son intonation. En fait, il y a quelques mots souvent utilisés qui ne se distinguent que par de faibles différences de ton. De même, en kölsch, une phrase peut prendre différents sens selon l'intonation de la phrase. Par exemple, les phrases Il voulait dire ce qu'il a dit, Il ne faisait que consoler (quelqu'un), Il savait ce qu'il disait, Il mentait/faisait semblant, Il a dit exactement cela, Il est plus que contestable qu'il ait dit cela, Il a dit cela, C'est lui qui a dit cela (et personne d'autre), Il a exprimé cela précisément, Il aurait dit cela (mais ne l'a pas fait involontairement), Il a dit cela oralement (mais ne l'a pas écrit, etc.) et six différentes questions peuvent être exprimées par Dat hätt dä esu jesaat.
Le kölsch s'est particulièrement bien accommodé de son contact avec le français pendant l'occupation de Cologne par Napoléon Bonaparte (1794-1815) et contient donc encore de nombreux mots empruntés à cette langue. Il y a également des similitudes phonologiques, et il est vu comme un dialecte très nasal par certains.
La documentation sur le kölsch est particulièrement importante grâce aux travaux de l'Akademie för uns Kölsche Sproch (en) dont les publications incluent un dictionnaire, un manuel de grammaire et un livre de phrases variées. Bien qu'il ne se parle pas dans les écoles, et que beaucoup de jeunes aient du mal à l'utiliser, beaucoup de théâtres jouent uniquement en kölsch, notamment le Volkstheater Millowitsch (en), du nom de Willy Millowitsch (en) (1909-1999) et le fameux théâtre de marionnettes, Hänneschentheater. Il y a également eu récemment une augmentation de la littérature écrite dans ce dialecte, et la musique traditionnelle aussi bien que le rock en kölsch est très populaire, avec des groupes tels que Bläck Fööss, Brings, Kasalla, Miljö, ou encore De Höhner, surtout en période de carnaval. Le groupe de rock en kölsch BAP a même eu un modeste succès national. Un autre phénomène que l'on peut remarquer est l'usage du dialecte par des personnalités telles que les comédiens Gabi Köster (de) et Stefan Raab.
En kölsch, kölsch est un adjectif signifiant littéralement « originaire de Cologne » et a été normalisé pour se référer au dialecte ou à la bière locale.